# 田家窑镇
田家窑镇，是中华人民共和国河北省张家口赤城县下辖的一个乡镇级行政单位。

## 行政区划
田家窑镇下辖以下地区：
田家窑村、近北庄村、西二道洼村、王家窑村、南张家窑村、下仓村、上仓村、陈家窑村、井儿洼村、黄草梁村、三贤庙村、西水泉村、郭庄子村、蔡庄子村、姜家寨村、增家沟村、上瓦房村、下瓦房村、白象寺村、仕英堡村、花里村、官地沟村、大榆树村和李什沟村。